# رابرت گیتس
رابرت مایکل گیتس (به انگلیسی: Robert Michael Gates) رئیس دانشگاه بازنشسته است و از سال ۲۰۰۶ تا ۲۰۱۱ وزیر دفاع ایالات متحده آمریکا بوده‌است. وی پیش از این ۲۶ سال در شورای ملی امنیت ایالات متحده آمریکا و سیا کار کرده‌است. رابرت گیتس در خدمت ۸ رئیس جمهور آمریکا بوده‌است و دارای دکترای تاریخ شوروی از دانشگاه جرج تاون و به مدت چهار سال ریاست دانشگاه تگزاس A&M را بر عهده داشت. وی به مدت دو سال رئیس سازمان سیا بوده‌است. گیتس از سال ۱۹۶۶ در استخدام سیا بوده و تنها افسر سیا است که از یک شغل ابتدایی به مقام مدیریت سیا رسیده‌است.
وی در ۳۰ ژوئن سال ۲۰۱۱ میلادی پس از چهار و نیم سال خدمت در سمت وزیر دفاع آمریکا جای خود را به لئون پانه‌تا داد.
او نخستین شخص در تاریخ آمریکاست که با وجود تعلق به حزب جمهوریخواه، سمت وزارت دفاع در یک دولت به رهبری رئیس‌جمهوری دموکرات (باراک اوباما) را بر عهده داشت.
وی در ژانویه ۲۰۱۴ کتاب خاطراتش را منتشر کرد. او در این کتاب از خدمت در چندین دولت از جمله دولت جورج بوش و باراک اوباما نوشته است.

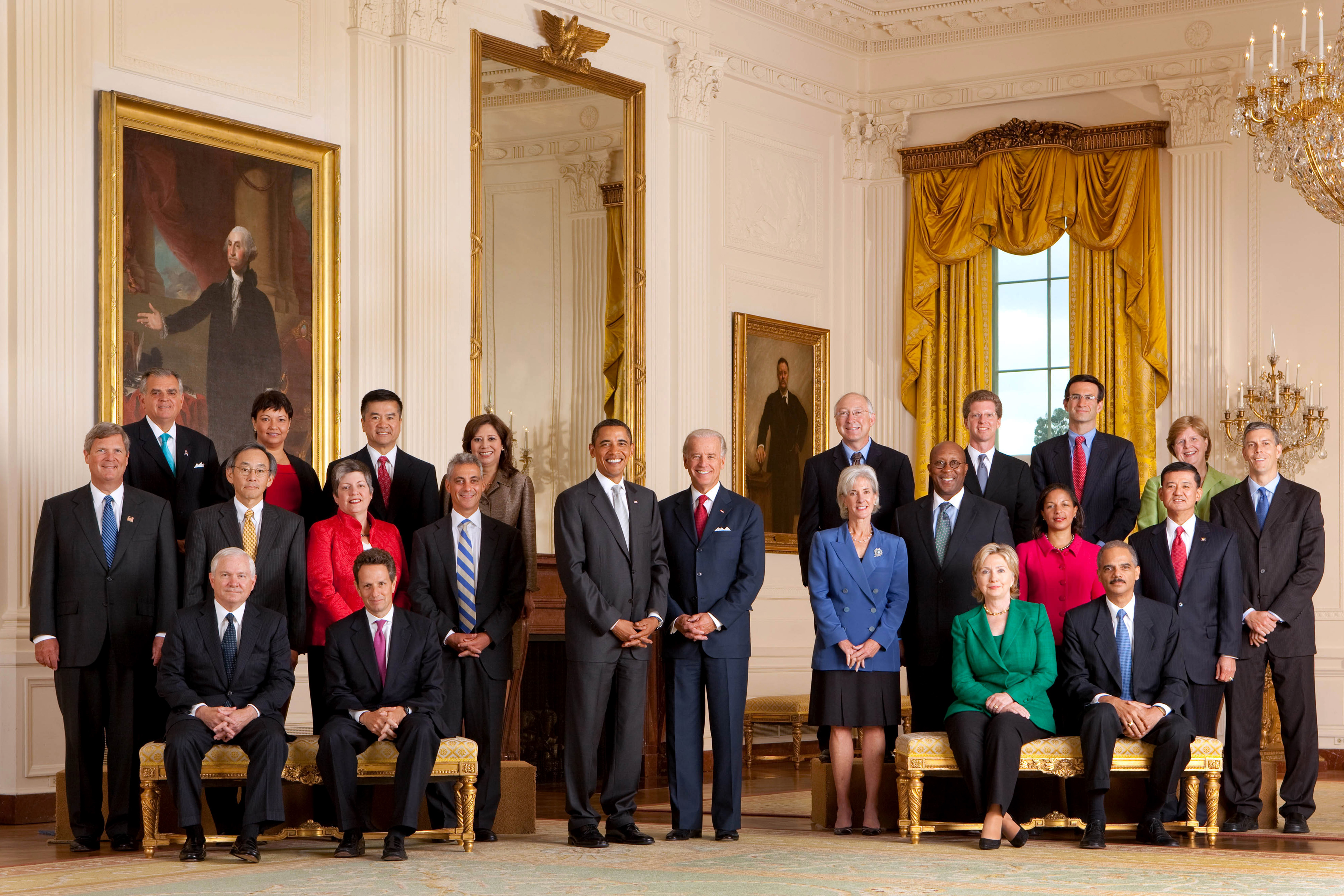
کابینه اول باراک اوباما، رئیس جمهوری آمریکا، در اتاق شرقی سال ۲۰۰۹ ردیف اول ایستاده از چپ به راست: ری لحود، لیسا جکسون، گری لاک، هیلدا سولیس، باراک اوباما، جو بایدن، کن سالازار، شان داناون، پیتر اورزاگ، کریستینا رومر، آرنی دانکن ردیف دوم ایستاده: تام ویلساک، استیون چو، جنت ناپالیتانو، رام امانوئل، کاتلین سیبیلیوس، ران کرک، سوزان رایس، اریک شینسکی ردیف سوم نشسته: رابرت گیتس، تیموتی گایتنر، هیلاری کلینتون، اریک هولدر

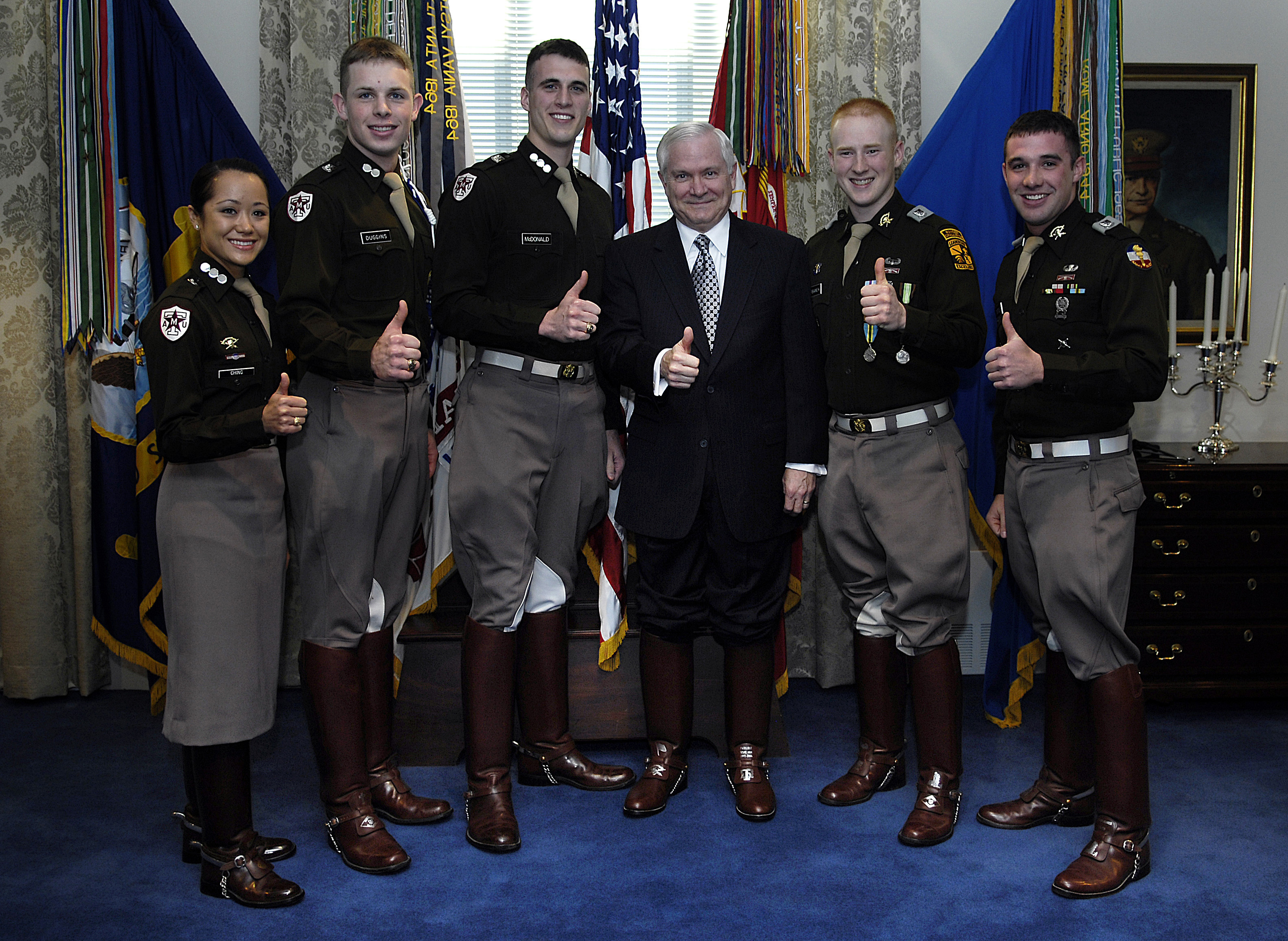
رابرت گیتس به همراه گروهی از دانشجویان دانشگاه تگزاس A&M.

## وب‌گاه
- نوشته‌ها و سخنرانی‌ها